# Boris Dawidowitsch Belkin

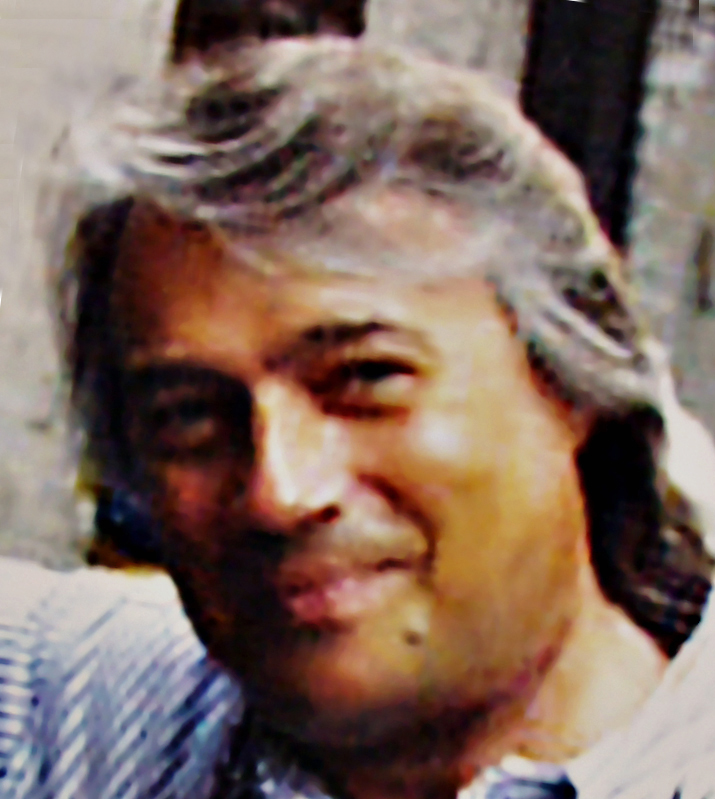
Boris Dawidowitsch Belkin

Boris Dawidowitsch Belkin (russisch Борис Давидович Белкин; * 26. Januar 1948 in Swerdlowsk) ist ein russischer Violinist.
Boris Belkin begann seine Violinausbildung im Alter von sechs Jahren und trat siebenjährig das erste Mal öffentlich unter Kyrill Kondraschin auf. Er studierte dann an der Zentralen Musikschule des Moskauer Konservatoriums. Bereits als Student konzertierte er mit den großen Orchestern der Sowjetunion, 1973 gewann er den ersten Preis im nationalen Violinwettbewerb der UdSSR.
1974 emigrierte Belkin in den Westen, wo er mit den bedeutenden Sinfonieorchestern der USA, Kanadas, Englands, Deutschlands und Israels auftrat und unter Dirigenten wie Vladimir Ashkenazy, Leonard Bernstein, Sir Charles Groves, Bernard Haitink, Günther Herbig, Erich Leinsdorf, Lorin Maazel, Zubin Mehta, Riccardo Muti, Seiji Ozawa, Klaus Tennstedt, Kurt Sanderling, William Steinberg, Christoph von Dohnányi, Charles Dutoit und Myung-Whun Chung konzertierte.
Er spielte unter anderem die Violinkonzerte von Tschaikowski, Sibelius, Strauss, Bruch, Prokofjew und Schostakowitsch auf CD ein. Er trat auch in verschiedenen Fernsehproduktionen auf, so spielte er mit dem New York Philharmonic Orchestra unter Leonard Bernstein Tschaikowskis Violinkonzert und mit dem Orchestre National de France Ravels Tzigane, in einer Filmbiografie Sibelius’ spielte er dessen Violinkonzert mit dem Schwedischen Rundfunkorchester unter Ashkenazy.
Belkin leitet eine Violinklasse am Konservatorium Maastricht und gibt im Sommer regelmäßig Meisterkurse an der Accademica Musicale Chigiana in Siena.